# UFC Fight Night: Till vs. Masvidal
UFC Fight Night: Till vs. Masvidal (noto anche come UFC on ESPN+ 5 oppure UFC Fight Night 147) è stato un evento di arti marziali miste tenuto dalla Ultimate Fighting Championship il 16 marzo 2019 alla O2 Arena di Londra, in Inghilterra.

## Risultati
|                          | Divisione              |                  |                 |                     | Metodo                                      | Round           | Tempo           | Premio          |
| Card Principale          | Card Principale        | Card Principale  | Card Principale | Card Principale     | Card Principale                             | Card Principale | Card Principale | Card Principale |
| ------------------------ | ---------------------- | ---------------- | --------------- | ------------------- | ------------------------------------------- | --------------- | --------------- | --------------- |
|                          | Pesi welter            | Jorge Masvidal   | batte           | Darren Till         | KO (pugni)                                  | 2               | 3:05            | FOTN, POTN      |
|                          | Pesi welter            | Leon Edwards     | batte           | Gunnar Nelson       | Decisione non unanime (29-27, 29-28, 28-29) | 3               | 5:00            |                 |
|                          | Pesi mediomassimi      | Dominick Reyes   | batte           | Volkan Oezdemir     | Decisione non unanime (28-29, 29-28, 29-28) | 3               | 5:00            |                 |
|                          | Pesi gallo             | Nathaniel Wood   | batte           | José Quiñónez       | Sottomissione (rear-naked choke)            | 2               | 2:46            |                 |
|                          | Pesi welter            | Cláudio Silva    | batte           | Danny Roberts       | Sottomissione (armbar)                      | 3               | 3:37            |                 |
|                          | Catchweight (87,27 kg) | Jack Marshman    | batte           | John Phillips       | Decisione non unanime (28-29, 29-28, 29-28) | 3               | 5:00            |                 |
| Card Preliminare (ESPN+) |                        |                  |                 |                     |                                             |                 |                 |                 |
|                          | Pesi piuma             | Arnold Allen     | batte           | Jordan Rinaldi      | Decisione unanime (30-26, 30-27, 29-28)     | 3               | 5:00            |                 |
|                          | Pesi leggeri           | Marc Diakiese    | batte           | Joseph Duffy        | Decisione unanime (30-27, 30-27, 30-27)     | 3               | 5:00            |                 |
|                          | Pesi mediomassimi      | Saparbek Safarov | batte           | Nicolae Negumereanu | Decisione unanime (29-26, 29-26, 29-27)     | 3               | 5:00            |                 |
|                          | Pesi piuma             | Dan Ige          | batte           | Danny Henry         | Sottomissione (rear-naked choke)            | 1               | 1:17            | POTN            |
|                          | Pesi mosca femminili   | Molly McCann     | batte           | Priscila Cachoeira  | Decisione unanime (29-28, 29-28, 29-28)     | 3               | 5:00            |                 |
|                          | Pesi piuma             | Mike Grundy      | batte           | Nad Narimani        | KO tecnico (pugni)                          | 2               | 4:42            |                 |

## Premi
I lottatori premiati ricevettero un bonus di 50.000 dollari.
Legenda:
- FOTN: Fight of the Night (vengono premiati entrambi gli atleti per il miglior incontro dell'evento)
- POTN: Performance of the Night (viene premiato il vincitore per la migliore performance dell'evento)